# Estación de Utebo
Utebo es un apeadero ferroviario situado en el municipio español de Utebo muy cerca de la ciudad de Zaragoza. Forma parte de la línea C-1 de la red de Cercanías Zaragoza operada por Renfe. Cuenta también con servicios de Media Distancia.

## Situación ferroviaria
La estación se encuentra en el punto kilométrico 330 de la línea férrea de ancho ibérico Madrid-Barcelona. Se sitúa entre las estaciones de Casetas y Utebo-Monzalbarba. El tramo es de via doble y está electrificado. 

## Historia
La estación estuvo ligada a la producción de remolacha. En los años 50 existió una playa de vías donde se cargaba la remolacha. De la estación de Utebo partió un ramal para asegurar una infraestructura independiente de abastecimiento con la Azucarera de Casetas y Sobradiel que consistió en una línea de vía estrecha tipo Decauville de 600 mm de ancho que las enlazaba con la estación de Utebo. El ramal de la Azucarera de Casetas a Utebo tenía 2 km aproximadamente de longitud y acababa en la zona donde actualmente se sitúa el Ayuntamiento de Utebo. Esta línea estuvo en funcionamiento hasta la campaña de 1962-1963.

## La estación

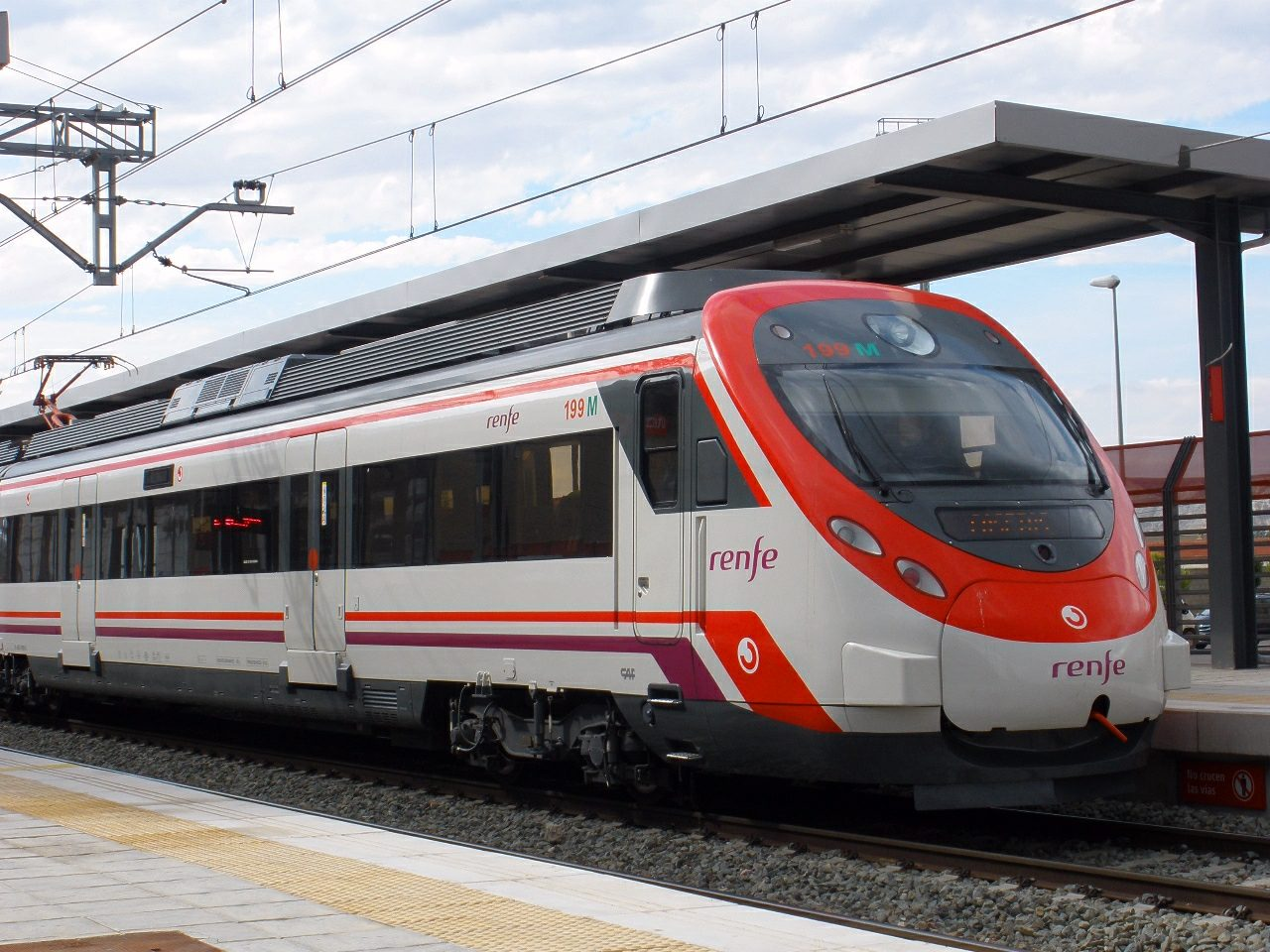
Unidad de servicio de Cercanías de RENFE clase Civia

Fue inaugurada el 11 de junio de 2008, con ocasión de la Exposición Universal de 2008, integrándose en la recién creada red de Cercanías Zaragoza. Esta moderna estación se compone de dos andenes laterales al que acceden dos vías. El cambio de andén se realiza gracias a un paso elevado.

## Servicios ferroviarios

### Media Distancia
La buena situación ferroviaria de Utebo le permite amplias conexiones de Media Distancia que tienen como principales destinos Madrid, Zaragoza, Burgos, Logroño, Guadalajara y Calatayud. Para ello Renfe emplea tanto trenes Regionales como Regional Exprés.
| Línea MD | Trenes          | Origen/Destino           |  | Destino/Origen                        |
| -------- | --------------- | ------------------------ |  | ------------------------------------- |
| '        | Regional Exprés | Burgos                   |  | Zaragoza-Miraflores                   |
| '        | Regional Exprés | Castejón de Ebro Logroño |  | Zaragoza-Miraflores Zaragoza-Delicias |
|          | Regional        | Madrid-Chamartín         |  | Zaragoza-Miraflores Lérida            |
|          | Regional        | Arcos de Jalón Calatayud |  | Zaragoza-Miraflores                   |

### Cercanías
La estación forma parte de la línea C−1 de la red de Cercanías Zaragoza operada por Renfe. 

## Conexiones

### Autobús Interurbano
- Línea 602 de CTAZ (Zaragoza - Monzalbarba - Alfocea - Utebo)